# Hartland (hrabstwo Waukesha)
Hartland – wieś w Stanach Zjednoczonych, w stanie Wisconsin, w hrabstwie Waukesha.